# Маріо Регейро
Маріо Ігнасіо Регейро Пінтос (ісп. Mario Ignacio Regueiro Pintos, нар. 14 вересня 1978, Монтевідео) — уругвайський футболіст, що грав на позиції півзахисника. Виступав за національну збірну Уругваю.
Чемпіон Уругваю.

## Клубна кар'єра
Вихованець футбольної школи клубу «Серро». Дорослу футбольну кар'єру розпочав 1996 року в основній команді того ж клубу, в якій провів два сезони, взявши участь у 44 матчах чемпіонату.
Протягом 1998—2000 років захищав кольори команди клубу «Насьйональ». За цей час виборов титул чемпіона Уругваю.
Своєю грою за останню команду привернув увагу представників тренерського штабу клубу «Расінг», до складу якого приєднався 2000 року. Відіграв за клуб із Сантандера наступні п'ять сезонів своєї ігрової кар'єри. Більшість часу, проведеного у складі «Расінга», був основним гравцем команди.
Згодом з 2005 по 2010 рік грав у складі команд клубів «Валенсія», «Реал Мурсія», «Аріс» та «Насьйональ».
2010 року уклав контракт з клубом «Ланус», у складі якого провів наступні три роки своєї кар'єри гравця. Граючи у складі «Лануса» також здебільшого виходив на поле в основному складі команди.
Протягом 2013—2014 років захищав кольори клубів «Расинг» (Авельянеда) та «Дефенсор Спортінг».
Завершив професійну ігрову кар'єру у клубі «Серро», у складі якого вже виступав раніше. Прийшов до команди 2014 року, захищав її кольори до припинення виступів 2015 року.

## Виступи за збірні
2000 року дебютував в офіційних матчах у складі національної збірної Уругваю. Протягом кар'єри у національній команді, яка тривала вісім років, провів у формі головної команди країни 29 матчів, забивши один гол.
У складі збірної був учасником чемпіонату світу 2002 року в Японії та Південній Кореї.

## Статистика виступів

### Статистика клубних виступів
| Сезон                    | Команда                  | Чемпіонат                | Чемпіонат | Чемпіонат | Усього | Усього |
| Сезон                    | Команда                  | Campionato               | Ігор      | Голів     | Ігор   | Голів  |
| ------------------------ | ------------------------ | ------------------------ | --------- | --------- | ------ | ------ |
| 1996                     | «Серро»                  | СДУ                      | 23        | 3         | 23     | 3      |
| 1997                     | «Серро»                  | СДУ                      | 21        | 4         | 21     | 4      |
| Усього за «Серро»        | Усього за «Серро»        | Усього за «Серро»        | 44        | 7         | 44     | 7      |
| 1998                     | «Насьйональ»             | ПДУ                      | 20        | 1         | 20     | 1      |
| 1999                     | «Насьйональ»             | ПДУ                      | 23        | 12        | 23     | 12     |
| січ.-лип. 2000           | «Насьйональ»             | ПДУ                      | 20        | 5         | 20     | 5      |
| Усього за «Насьйональ]]» | Усього за «Насьйональ]]» | Усього за «Насьйональ]]» | 63        | 18        | 63     | 18     |
| 2000–01                  | «Расінг»                 | ПД                       | 17        | 5         | 17     | 5      |
| 2001–02                  | «Расінг»                 | СД                       | 27        | 1         | 27     | 1      |
| 2002–03                  | «Расінг»                 | ПД                       | 32        | 5         | 32     | 5      |
| 2003–04                  | «Расінг»                 | ПД                       | 33        | 4         | 33     | 4      |
| 2004–05                  | «Расінг»                 | ПД                       | 32        | 8         | 32     | 8      |
| Усього за «Расінг»       | Усього за «Расінг»       | Усього за «Расінг»       | 141       | 23        | 141    | 23     |
| 2005–06                  | «Валенсія»               | ПД                       | 24        | 3         | 24     | 3      |
| 2006–07                  | «Валенсія»               | ПД                       | 6         | 0         | 6      | 0      |
| Усього за «Валенсію»     | Усього за «Валенсію»     | Усього за «Валенсію»     | 30        | 3         | 30     | 3      |
| 2007–08                  | «Реал Мурсія»            | ПД                       | 23        | 1         | 23     | 1      |
| 2008–09                  | «Аріс»                   | СЛ                       | 23        | 3         | 23     | 3      |
| 2009–10                  | «Насьйональ»             | ПДУ                      | 19+3      | 6         | 19+3   | 6      |
| 2010–11                  | «Ланус»                  | ПД                       | 32        | 8         | 32     | 8      |
| 2011–12                  | «Ланус»                  | ПД                       | 31        | 9         | 31     | 9      |
| 2012–13                  | «Ланус»                  | ПД                       | 33        | 6         | 33     | 6      |
| Усього за «Ланус»        | Усього за «Ланус»        | Усього за «Ланус»        | 91        | 24        | 91     | 24     |
| лип.-лист. 2013          | «Расинг» (Авельянеда)    | ПД                       | 8         | 0         | 8      | 0      |
| січ.-лип. 2014           | «Дефенсор Спортінг»      | ПДУ                      | 4         | 1         | 4      | 1      |
| 2014–15                  | «Серро»                  | ПДУ                      | 23        | 9         | 23     | 9      |
| Усього за кар'єру        | Усього за кар'єру        | Усього за кар'єру        | 470       | 95        | 470    | 95     |

## Досягнення
- Чемпіон Уругваю:

«Насьйональ»: 2000